# Qualificatórias da Challenger Cup de Voleibol Masculino de 2024 – NORCECA
O torneio classificatório para a Challenger Cup de Voleibol Masculino de 2024 serviu como uma etapa de qualificação para seleções nacionais membros da Confederação da América do Norte, Central e Caribe de Voleibol (NORCECA). O evento ocorreu em Durango, México, entre os dias 9 e 11 de junho de 2023, e teve como objetivo definir os times que participariam da Challenger Cup de 2024.
A seleção mexicana venceu o torneio qualificatório e garantiu vaga para a Challenger Cup de 2024. O levantador mexicano Pedro Rangel foi eleito o melhor jogador do torneio.

## Formato da disputa
O torneio foi disputado em rodada única, com todas as equipes se enfrentando.

### Critérios de desempate
1. Número de vitórias
2. Número de pontos
3. Razão dos pontos
4. Razão dos sets
5. Resultado da última partida entre os times empatados

- Partida com resultado final 3–0: 5 pontos para o vencedor e 0 pontos para o perdedor.
- Partida com resultado final 3–1: 4 pontos para o vencedor e 1 pontos para o perdedor.
- Partida com resultado final 3–2: 3 pontos para o vencedor e 2 pontos para o perdedor.[5]

## Equipes participantes
O anfitrião México e as três primeiras equipes classificadas no ranking da NORCECA em 1 de janeiro de 2023 não participantes da Liga das Nações de 2023 se classificaram para o torneio.
- México
- República Dominicana
- Porto Rico
- Guatemala

## Local das partidas
| Durango, México      |
| -------------------- |
| Auditorio del Pueblo |
| Capacidade: 3 500    |

## Resultados
|     |                      |     | Jogos | Jogos | Jogos | Resultados | Resultados | Resultados | Resultados | Resultados | Resultados | Sets | Sets | Sets  | Pontos | Pontos | Pontos |
| Pos | Equipe               | Pts | T     | V     | D     | 3–0        | 3–1        | 3–2        | 2–3        | 1–3        | 0–3        | V    | P    | R     | V      | P      | R      |
| --- | -------------------- | --- | ----- | ----- | ----- | ---------- | ---------- | ---------- | ---------- | ---------- | ---------- | ---- | ---- | ----- | ------ | ------ | ------ |
| 1   | México               | 13  | 3     | 3     | 0     | 2          | 0          | 1          | 0          | 0          | 0          | 9    | 2    | 4.500 | 257    | 223    | 1.152  |
| 2   | República Dominicana | 9   | 3     | 2     | 1     | 1          | 1          | 0          | 0          | 0          | 1          | 6    | 4    | 1.500 | 233    | 225    | 1.036  |
| 3   | Porto Rico           | 8   | 3     | 1     | 2     | 1          | 0          | 0          | 1          | 1          | 0          | 6    | 6    | 1.000 | 265    | 266    | 0.996  |
| 4   | Guatemala            | 0   | 3     | 0     | 3     | 0          | 0          | 0          | 0          | 0          | 3          | 0    | 9    | 0.000 | 184    | 225    | 0.818  |

- Todas as partidas seguem o horário local (UTC−6).

| Data   | Hora  |                      | Placar |                      | Set 1 | Set 2 | Set 3 | Set 4 | Set 5 | Total   | Relatório |
| ------ | ----- | -------------------- | ------ | -------------------- | ----- | ----- | ----- | ----- | ----- | ------- | --------- |
| 9 jun  | 18:00 | Porto Rico           | 1–3    | República Dominicana | 20–25 | 25–22 | 23–25 | 20–25 |       | 88–97   | P2 P3     |
| 9 jun  | 21:27 | México               | 3–0    | Guatemala            | 25–19 | 25–19 | 25–22 |       |       | 75–60   | P2 P3     |
| 10 jun | 18:00 | Porto Rico           | 3–0    | Guatemala            | 25–22 | 25–18 | 25–22 |       |       | 75–62   | P2 P3     |
| 10 jun | 20:00 | México               | 3–0    | República Dominicana | 25–21 | 25–20 | 25–20 |       |       | 75–61   | P2 P3     |
| 11 jun | 18:00 | República Dominicana | 3–0    | Guatemala            | 25–21 | 25–20 | 25–21 |       |       | 75–62   | P2 P3     |
| 11 jun | 20:07 | México               | 3–2    | Porto Rico           | 20–25 | 25–22 | 25–18 | 22–25 | 15–12 | 107–102 | P2 P3     |

## Classificação final
| Posição | Equipe               |
| ------- | -------------------- |
| 1       | México               |
| 2       | República Dominicana |
| 3       | Porto Rico           |
| 4       | Guatemala            |

|  | Classificado para a Challenger Cup de 2024 |